# Celine Buckens
Celine Buckens es una actriz belga criada en Inglaterra. Nació en 1996 y es conocida por su interpretación de Emilie en la película de Steven Spielberg War Horse, papel que consiguió tras realizar solo dos audiciones.También salió en la 1a Temporada de los Bridgerton.

## Filmography
| Year      | Film                                  | Role              | Notes        |
| --------- | ------------------------------------- | ----------------- | ------------ |
| 2011      | War Horse                             | Émilie            | Feature film |
| 2015      | The Rain Collector                    | Vanessa Kentworth | Short film   |
| 2017      | Endeavour                             | Daisy Bennett     | 1 episode    |
| 2017–2019 | Free Rein                             | Mia MacDonald     | Main role    |
| 2018      | Ne M'oublie Pas                       | Elsa              | Short film   |
| 2018      | Free Rein: The 12 Neighs of Christmas | Mia MacDonald     | Netflix film |
| 2019      | Free Rein: Valentine's Day            | Mia MacDonald     | Netflix film |
| 2019      | The Good Liar                         | Annalise          | Feature film |
| 2020      | Warrior                               | Sophie Mercer     | Main role    |